# Орбитокласт
Орбитокласт (от англ. «orbit» — «глазница» и греч. «κλάω» — «разбивать») — хирургический инструмент, использовавшийся для проведения трансорбитальной лоботомии. Орбитокласт был изобретен доктором Уолтером Фрименом в 1948 г. для замены лейкотома, ранее применявшегося для данной операции. Фримена не устраивала прочность конструкции лейкотома: после того, как доктор усовершенствовал операцию по лоботомии, добавив глубокий фронтальный разрез, выполнявшийся путём введения лейкотома глубоко в лобную долю мозга, инструмент не выдержал нагрузки и сломался прямо в черепной коробке пациента. По этой причине для одной из последующих операций Фримен использовал длинный и тонкий нож для колки льда со своей кухни, а затем сконструировал медицинский инструмент по его образцу.
В отличие от ножа для колки льда, орбитокласт был выполнен из хирургической стали. С одной стороны он имел заостренный конец, предназначенный для разбивания кости глазницы и разрезания лобных долей мозга, с другой — рукоять, предназначенную для манипуляции инструментом, а также для нанесения по ней ударов молотком. На заостренной части орбитокласта были нанесены деления для измерения глубины введения инструмента в черепную коробку пациента.
Операция по трансорбитальной лоботомии с использованием орбитокласта проводилась следующим образом: орбитокласт вводился в глазницу над глазом, и врач при помощи ударов молотка по рукояти инструмента разбивал тонкую кость глазницы и вводил орбитокласт в лобные доли мозга. Затем инструмент двигался в горизонтальном и вертикальном направлении, рассекая связи между лобными долями и таламусом.